# Moadon Kaduregel Beitar Yerushalayim 2017-2018
Questa voce raccoglie le informazioni riguardanti il Moadon Kaduregel Beitar Yerushalayim nelle competizioni ufficiali della stagione 2011-2012.

## Rosa
| N. |                           | Ruolo | Calciatore                    |
| -- | ------------------------- | ----- | ----------------------------- |
| 1  | Israele (bandiera)        | P     | Boris Klaiman (vice capitano) |
| 2  | Francia (bandiera)        | D     | Antoine Conte                 |
| 3  | Israele (bandiera)        | D     | David Keltjens                |
| 5  | Costa d'Avorio (bandiera) | C     | Paul Akouokou                 |
| 6  | Israele (bandiera)        | D     | Tal Kachila                   |
| 7  | Israele (bandiera)        | C     | Amir Agayev                   |
| 8  | Israele (bandiera)        | C     | Idan Vered                    |
| 9  | Israele (bandiera)        | A     | Itay Shechter (capitano)      |
| 10 | Brasile (bandiera)        | C     | Georginho                     |
| 13 | Israele (bandiera)        | D     | Sean Goldberg                 |
| 14 | Brasile (bandiera)        | C     | Claudemir                     |

| N. |                       | Ruolo | Calciatore      |
| -- | --------------------- | ----- | --------------- |
| 16 | Israele (bandiera)    | D     | Hen Dilmoni     |
| 17 | Israele (bandiera)    | C     | Zion Tzemah     |
| 18 | Israele (bandiera)    | C     | Hen Ezra        |
| 19 | Israele (bandiera)    | D     | Ofer Verta      |
| 20 | Israele (bandiera)    | D     | Miki Siroshtein |
| 21 | Israele (bandiera)    | C     | Or Vaknin       |
| 22 | Israele (bandiera)    | P     | Stav Shushan    |
| 23 | Germania (bandiera)   | D     | Marcel Heister  |
| 25 | Israele (bandiera)    | A     | Gaëtan Varenne  |
| 52 | Slovacchia (bandiera) | C     | Erik Sabo       |
| 77 | Israele (bandiera)    | C     | Jacob Barihon   |